# キャロン・ウィーラー
キャロン・ウィーラー（Caron Wheeler、1963年1月19日 - ）は、イギリスのR&B女性歌手。一時、ソウル・II・ソウルにも在籍し、その後、ソロ活動に転じた。

## 経歴
1963年1月19日、ロンドン・アクトン生まれ。家族はジャマイカ系イギリス人であり、父親はジャマイカ出身のベース奏者、母親も同じくジャマイカ出身のシンガーだった。
12歳のとき、ブリティッシュ・レゲエの女性トリオ、ブラウン・シュガーで音楽活動を始める。1980年代に入ると、クラウディア・フォンティン、ナオミ・トンプソンとともにアフロディジアック (Afrodiziak) というグループを結成、この頃から、エルヴィス・コステロ、フィル・コリンズ、アスワド、デヴィッド・ボウイなどのバッキング・コーラスをつとめる。
1980年代末にジャジー・B (Jazzie B) 率いるソウル・II・ソウルに参加。そのファースト・アルバム『Club Classics Vol.One』収録の「Keep on movin'」、「Back to life」でリード・ヴォーカルをつとめた。このアルバムのヒットによりグループはグラミー賞（最優秀R&Bグループ賞）などの各賞を受賞したが、その後、キャロンはグループを離れ（その後のグループのライブにもアルバム制作にも参加せず）、ソロ活動に転じた。
1990年にソロとしてファースト・アルバム『UKブラック』を発表。その後、アメリカに渡り、1993年にはセカンド・アルバム『戦いの女神の海辺』を発表した。

## ディスコグラフィ

### スタジオ・アルバム
- 『UKブラック』 - UK Blak (1990年、EMI)
- 『戦いの女神の海辺』 - Beach of the War Goddess (1993年、EMI)

### ライブ・アルバム
- 『キャロン・ウィラーLive!』 - Live at Duo Music Exchange (2006年、Universal / Soft Exchange)

### コンピレーション・アルバム
- 『リミックス・オンリー・ジャパン』 - Remix Only for Japan (1991年、EMI)

### シングル
- 「リヴィン・イン・ザ・ライト」 - "Livin' in the Light" (1990年)
- 「UKブラック」 - "UK Blak" (1990年)
- 「ブルー」 - "Blue (Is the Colour of Pain)" (1991年)
- "Don't Quit" (1991年)
- "I Adore You" (1992年)
- "In Our Love" (1993年)
- "Soul Street" (1993年)
- "Beach of the War Goddess" (1993年)
- "Star" (1999年)
- "A New Day" (featuring Louie Vega and Jazzie B) (2016年)